# Mistrzostwa Europy w Kolarstwie Torowym 2020
Mistrzostwa Europy w Kolarstwie Torowym 2020 – 11. w historii mistrzostwa Europy w kolarstwie torowym. Odbyły się między 11 a 15 listopada 2020 roku w hali Kołodrum w bułgarskim mieście Płowdiw.

## Medaliści

### Mężczyźni
| Konkurencja                        | Złoto                                                                               | Srebro                                                                | Brąz                                                                     |
| ---------------------------------- | ----------------------------------------------------------------------------------- | --------------------------------------------------------------------- | ------------------------------------------------------------------------ |
| Sprint indywidualny                | Maximilian Levy                                                                     | Dienis Dmitrijew                                                      | Vasilijus Lendel                                                         |
| Sprint drużynowy                   | Rosja Dienis Dmitrijew · Pawieł Jakuszewski · Iwan Gładyszew · Aleksandr Szarapow   | Czechy Tomáš Bábek · Dominik Topinka · Martin Čechman · Jakub Šťastný | Grecja Sotiris Bretas · Joanis Kalojeropulos · Konstandinos Liwanos      |
| Wyścig indywidualny na dochodzenie | Ivo Oliveira                                                                        | Jonathan Milan                                                        | Lew Gonow                                                                |
| Wyścig drużynowy na dochodzenie    | Rosja Aleksander Dubczenko · Lew Gonow · Nikita Biersieniew · Aleksandr Jewtuszenko | Włochy Francesco Lamon · Stefano Moro · Jonathan Milan · Gidas Umbri  | Szwajcaria Claudio Imhof · Simon Vitzthum · Lukas Rüegg · Dominik Bieler |
| Keirin                             | Maximilian Levy                                                                     | Dienis Dmitrijew                                                      | Sotiris Bretas                                                           |
| Omnium                             | Matthew Walls                                                                       | Jauhienij Karalok                                                     | Iúri Leitão                                                              |
| 1000 m                             | Tomáš Bábek                                                                         | Ethan Vernon                                                          | Jonathan Milan                                                           |
| Wyścig punktowy                    | Sebastián Mora                                                                      | Matteo Donegà                                                         | Daniel Crista                                                            |
| Scratch                            | Iúri Leitão                                                                         | Roman Gładysz                                                         | Oliver Wood                                                              |
| Wyścig eliminacyjny                | Matthew Walls                                                                       | Iúri Leitão                                                           | Siergiej Rostowcew                                                       |
| Madison                            | Hiszpania Sebastián Mora · Albert Torres                                            | Portugalia Ivo Oliveira · Rui Oliveira                                | Włochy Francesco Lamon · Stefano Moro                                    |

### Kobiety
| Konkurencja                        | Złoto                                                                                     | Srebro                                                                                         | Brąz                                                                            |
| ---------------------------------- | ----------------------------------------------------------------------------------------- | ---------------------------------------------------------------------------------------------- | ------------------------------------------------------------------------------- |
| Sprint indywidualny                | Anastasija Wojnowa                                                                        | Darja Szmielowa                                                                                | Ołena Starikowa                                                                 |
| Sprint drużynowy                   | Rosja Anastasija Wojnowa · Darja Szmielowa · Natalja Antonowa · Jekatierina Rogowaja      | Wielka Brytania Milly Tanner · Blaine Ridge-Davis · Lusia Steele · Lauren Bate                 | Ukraina Lubow Basowa · Ołena Starikowa · Ołeksandra Łohwyniuk                   |
| Wyścig indywidualny na dochodzenie | Neah Evans                                                                                | Martina Alzini                                                                                 | Silvia Valsecchi                                                                |
| Wyścig drużynowy na dochodzenie    | Wielka Brytania Josie Knight · Laura Kenny · Katie Archibald · Neah Evans · Elinor Barker | Włochy Martina Alzini · Elisa Balsamo · Chiara Consonni · Vittoria Guazzini · Rachele Barbieri | Ukraina Anna Nahirna · Tetiana Klimczenko · Wiktorija Bondar · Julija Biriukowa |
| Keirin                             | Ołena Starikowa                                                                           | Sára Kaňkovská                                                                                 | Helena Casas                                                                    |
| Omnium                             | Elisa Balsamo                                                                             | Laura Kenny                                                                                    | Marija Nowołodska                                                               |
| 500 m                              | Darja Szmielowa                                                                           | Anastasija Wojnowa                                                                             | Miriam Vece                                                                     |
| Wyścig punktowy                    | Katie Archibald                                                                           | Silvia Zanardi                                                                                 | Karolina Karasiewicz                                                            |
| Scratch                            | Martina Fidanza                                                                           | Hanna Czerakh                                                                                  | Tetiana Klimczenko                                                              |
| Wyścig eliminacyjny                | Elinor Barker                                                                             | Rachele Barbieri                                                                               | Maria Martins                                                                   |
| Madison                            | Włochy Elisa Balsamo · Vittoria Guazzini                                                  | Rosja Diana Klimowa · Marija Nowołodska                                                        | Wielka Brytania Laura Kenny · Elinor Barker                                     |

## Tabela medalowa
| Miejsce | Państwo         | złoto | srebro | brąz | Razem |
| ------- | --------------- | ----- | ------ | ---- | ----- |
| 1.      | Wielka Brytania | 6     | 3      | 2    | 11    |
| 2.      | Rosja           | 5     | 5      | 3    | 13    |
| 3.      | Włochy          | 3     | 7      | 4    | 14    |
| 4.      | Portugalia      | 2     | 2      | 2    | 6     |
| 5.      | Hiszpania       | 2     | 0      | 1    | 3     |
| 6.      | Niemcy          | 2     | 0      | 0    | 2     |
| 7.      | Czechy          | 1     | 2      | 0    | 3     |
| 8.      | Ukraina         | 1     | 1      | 4    | 6     |
| 9.      | Białoruś        | 0     | 2      | 0    | 2     |
| 10.     | Grecja          | 0     | 0      | 2    | 2     |
| 11=     | Polska          | 0     | 0      | 1    | 1     |
| 11=     | Litwa           | 0     | 0      | 1    | 1     |
| 11=     | Rumunia         | 0     | 0      | 1    | 1     |
| 11=     | Szwajcaria      | 0     | 0      | 1    | 1     |